# Зырев, Иринарх Фёдорович
Иринарх Фёдорович Зырев  (1814—1875) — русский врач, доктор медицины, действительный статский советник.

## Биография
Родился 22 августа (3 сентября) 1814 года.
Окончил Тверскую гимназию и медицинский факультет Московского университета. В 1839 году получил в том же университете степень доктора медицины за диссертацию «De arteriarum humanis fabrica et indole» (M., 1839) и был назначен сначала субинспектором, в 1840 году — помощником прозектора Московского университета, а в 1841 году — прозектором по кафедре анатомии в Московской медико-хирургической академии. После закрытия академии Зырев служил врачом совета Московских детских приютов, был директором приюта почётного гражданина Торлецкого и находился в распоряжении московского генерал-губернатора, состоя при медицинском департаменте министерства внутренних дел.
С 20 декабря 1868 года — в чине действительного статского советника. Был награждён орденами Св. Станислава 2-й ст. с императорской короной и Св. Анны 2-й ст. с императорской короной. Имел во владении два каменных дома в Москве (и один — у его жены) и 1520 десятин земли, в Зубцовском и Кологривском уездах за ним числилось 158 душ крепостных.
Зыреву принадлежат перевод с немецкого «Анатомии» Розенмюллера (1838—1841).
Умер 1 (13) августа 1875 года в Зубцове. Похоронен на Казанском кладбище вместе с первой женой.
Был женат дважды: первая жена — дочь мичмана Екатерина Алексеевна Маклакова (17.02.1821—03.08.1853); вторая — дочь полковника Ольга Петровна Караулова (30.12.1837—09.01.1894). Имел пятерых детей: Фёдор (1846—?), Екатерина (1847—?), Ольга (1851—?) — от первого брака; Пётр (1860—?) и Анисья (1863—?) — от второго брака. 